# Midnight Hawks
«Полуночные Ястребы» (англ. Midnight Hawks) — авиационная пилотажная группа ВВС Финляндии, сформированная в 1997 году на авиабазе Каухава. Команда  использует 4 самолёта BAE Hawk без специальной окраски, так как они эксплуатируются каждый день в финских ВВС в качестве учебных самолётов.

## Галерея

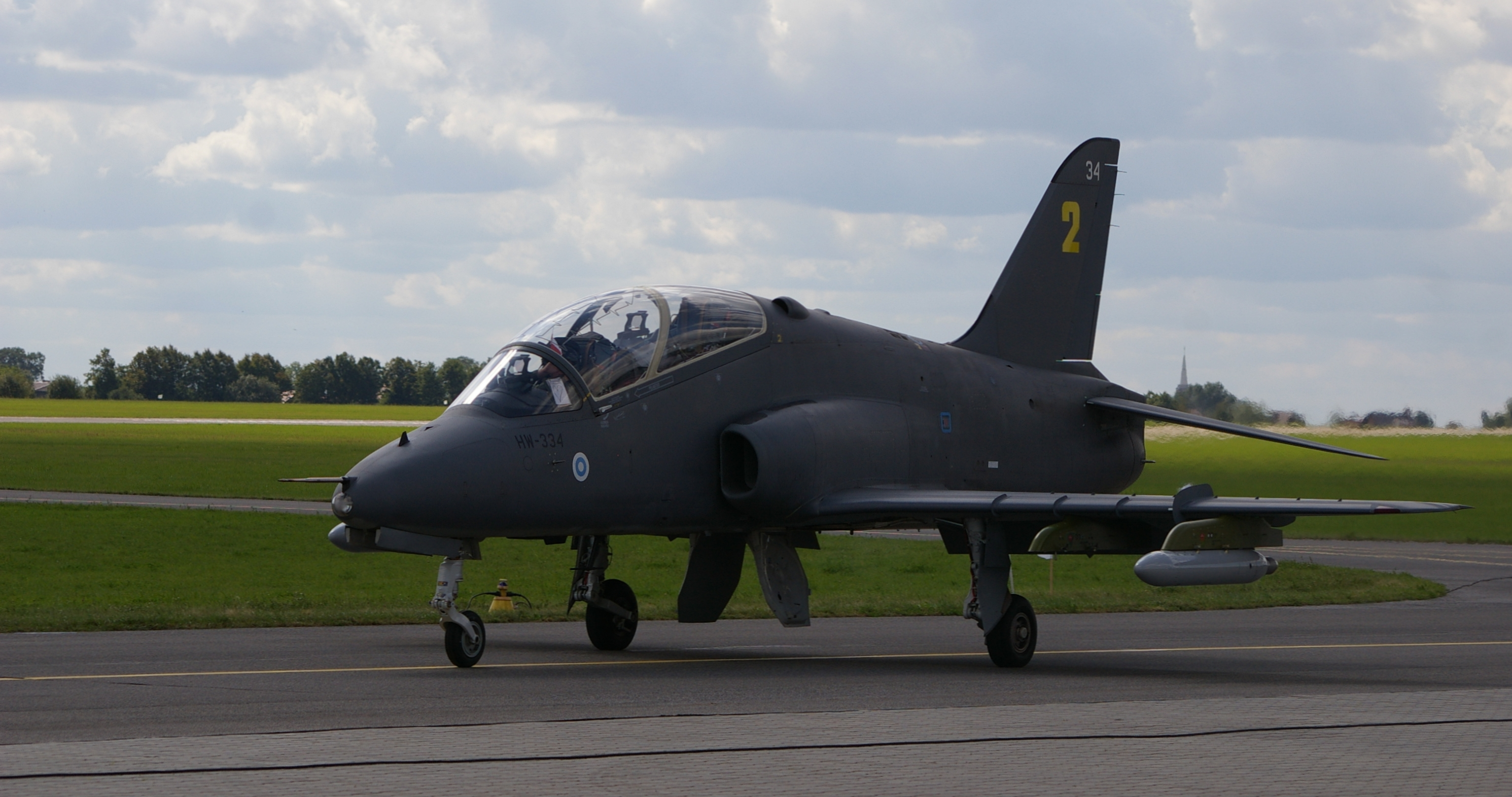
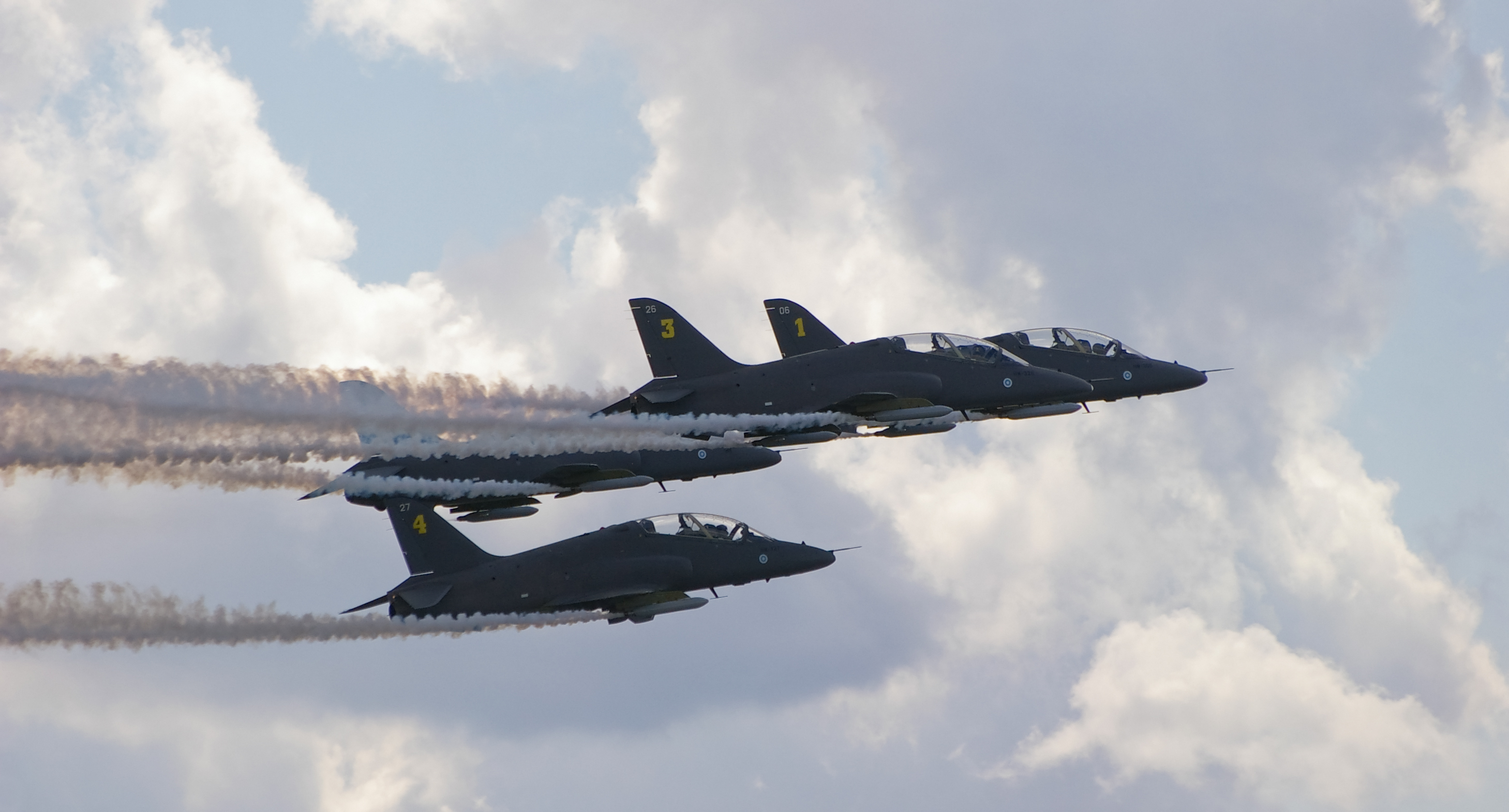